# 뉴사우스웨일스 와라타스
뉴사우스웨일스 와라타스(New South Wales Waratahs)는 1882년 창단된 호주의 프로 럭비 유니온 팀이다. 수퍼 15에 참가하며 연고지는 시드니이며, 시드니 풋볼 스타디움을 홈구장으로 사용한다.

## 우승 기록
- 우승 - 0회
- 준우승 - 2회(2005, 2008)